# Bagrat V d'Iméréthie
Pour les articles homonymes, voir Bagrat.
Bagrat V d’Iméréthie (en géorgien : ბაგრატ V) « l'Aveugle » est roi d'Iméréthie en 1660, 1661, puis entre 1664 et 1668, entre 1668 et 1678, et enfin de 1679 à 1681.

## Biographie
Bagrat V est né en 1647. Il est le fils du roi Alexandre III d'Iméréthie et d’une concubine. Pendant la vingtaine d’années de règne du roi Bagrat V, la situation du royaume d’Iméréthie est particulièrement confuse. Elle se caractérise  par un affaiblissement de la monarchie, menacée par l’insubordination et l’ambition des féodaux, les intrigues de cour et les interventions étrangères.
Bagrat V devient roi à 13 ans lors de la mort de son père le 4 mars 1660. Six mois après son accession au trône, il est détrôné et aveuglé par Nestan-Darejan, la seconde épouse de son père, qu’il refuse d’épouser. Cette dernière se fait attribuer le titre de reine et impose comme roi, son amant, un simple noble, Vakhtang Ier Tchoutchounaschvili (1660-1661), qu’elle épouse ensuite.
Vameq III Dadiani, prince de Mingrélie (1658-1661), renverse le nouveau roi, qui est exilé avec la reine en Akhalsitké, et monte sur le trône. Sous la pression des Ottomans, il rend le trône à Bagrat V et meurt la même année dans un combat en Svanétie.
Vakhtang V de Karthli, vassal des Séfévides d’Iran, met à profit l’anarchie dans laquelle est tombé le royaume pour imposer son très jeune fils Artchil comme roi en 1661. Toutefois, deux ans après et sur intervention du Chah d’Iran, Vakhtang V rappelle son fils et Bagrat V est rétabli une seconde fois. Le roi aveugle gouverne le pays avec beaucoup de difficultés pendant 15 ans entre 1663 et 1678.
Démétre Ier, prince de Gourie, s’empare du trône à son tour pour un an (1663-1664), avant que Bagrat V ne soit de nouveau restauré par les Ottomans. Il en résulte une guerre civile qui embrase tout le pays. Le principal opposant, Lévan III Dadiani, nouveau prince de Mingrélie (1661-1681), est capturé par Bagrat. Afin d’éviter un nouveau conflit, les féodaux obligent Lévan à divorcer de sa femme depuis 1660, la belle Thamar, fille de Constantin Ier, 7e prince de Moukrani, et poussent celle-ci à épouser Bagrat V en 1663.
En 1668, Bagrat V est brièvement déposé par le pacha ottoman d’Akhaltishé en faveur de l’ancien roi Vaktang Ier. Ce dernier est tué avec la reine Nestan-Darejan la même année à Koutaïssi.
En 1672, c’est Georges III Gouriéli, prince de Gourie (1661-1684), tombé lui aussi amoureux de la trop belle Thamar, qui se révolte, appuyé par le pacha ottoman. Bagrat V est vaincu dans un premier temps, mais il réussit à préserver son épouse réfugiée à Rastah. Il se réconcilie toutefois avec Georges III Gouriéli et lui donne comme épouse sa fille Daredjan en 1677.
En 1678, Bagrat est de nouveau déposé en faveur d’Artchil Ier, qui est rétabli par les nobles d’Iméréthie conduits par Lévan III Dadiani. Ils obligent Bagrat V à divorcer de sa femme Thamar, qui est rendue à son premier époux.
En 1679, Bagrat V monte de nouveau sur le trône d’Iméréthie sur ordre du Sultan ottoman ; il récupère son épouse Thamar, une seconde fois divorcée de Levan III Dadiani, qui meurt comme Bagrat V en 1681. Le roi aveugle, sans héritier légitime, laisse le trône à son fils illégitime.

## Unions et descendance
Les unions de Bagrat V sont étroitement liées aux événements de son règne :
1. en 1661, il est fiancé à Zira, fille de Léon II prince de Mingrélie ;
2. en 1661, il épouse Kétévan, fille de David Ier de Moukhran, dont il divorce en 1661 ;
3. en 1661, il épouse Titia, fille de Constantin Ier de Moukhran, dont il divorce en 1663, dont :
  - Marie, morte en 1726 ;
  - Daredjan, mariée en 1677 avec Georges III Gouriéli ;
4. en 1663, il épouse Thamar, sœur de Titia, autre fille de Constantin Ier de Moukhran, qu'il enlève à Léon III de Mingrélie (Lévant III Dadiani) et dont il doit divorcer en 1678, pour la rendre à son mari, dont :
  - Georges, né en 1676, mort jeune ;
  - Tinatin, née en 1678, religieuse dès 1704, morte vers 1724 ;
5. en 1679, il épouse à nouveau Thamar. Une fois veuve, Thamar se remarie dès 1683 avec Georges III Gouriéli, qui divorce de Daredjan, fille de Bagrat V. Thamar meurt en couches la même année.

D'une concubine, il a eu un fils illégitime :
- Alexandre IV.